# 香櫨園駅
香櫨園駅（こうろえんえき）は、兵庫県西宮市松下町にある、阪神電気鉄道本線の駅。駅番号はHS 18。
第4回近畿の駅百選に選ばれている。

## 歴史
ここから苦楽園に至る区間で阪神電鉄傘下の摂津電気自動車によるトロリーバス敷設計画も立案されたが、それに対抗する形で阪神急行電鉄（現在の阪急電鉄）が甲陽線を建設したが、計画は頓挫した。
2001年（平成13年）3月2日までは「香枦園」と表記していた。下り線が高架化された際、駅名標の漢字表記は将来の改称を先取りするように「香櫨園」に改められ、その下にカッコ書きで（枦）と注記されていた。上り線が高架化されたときの駅名標は「香櫨園」だけで、のちに下り線の駅名標からもカッコ書きの注記が取り除かれた。
2006年10月28日のダイヤ改正で、平日朝ラッシュ時の梅田行きのみ運転されている区間特急の停車駅となった一方で、それまで停車していた準急は通過扱いとされた。この改正により、平日朝ラッシュ時は梅田方面への所要時間は大幅に短縮された反面、神戸方面へは本数減と所要時間が延びる形となった。そのため、当駅に準急が停車していたのは、わずか4年程度のみだった（準急は後に休止となった）。なお、同日には阪急電鉄でも近接する夙川駅に特急を停車させるダイヤ改正が実施されている。経営統合した阪急・阪神がともに、JR神戸線のさくら夙川駅の開業に向けた対策をとったことによるものである。

### 年表
- 1907年（明治40年）4月1日：阪神本線の西宮駅 - 打出駅間に香枦園駅として新設開業[2]。
- 1995年（平成7年）
  - 1月17日：阪神・淡路大震災発生により阪神本線が運休し、当駅も一時営業休止[4]。
  - 1月26日：甲子園駅 - 青木駅間の運転再開により営業再開（同年6月26日に全線復旧）[4]。
- 1998年（平成10年）5月30日：2番のりば（下り線）のみ高架駅となる[5]。
- 2001年（平成13年）3月3日：1番のりば（上り線）も高架駅となる[6]。同時に駅名を「香枦園駅」から「香櫨園駅」に改称[2]。
- 2002年（平成14年）3月4日：朝ラッシュ時の上り準急に限り停車追加[7]。
- 2006年（平成18年）10月28日：準急が通過となる[7]。代わりに区間特急の停車駅となる。
- 2014年（平成26年）4月1日：駅ナンバリング導入[8][9]。

### 鉄道唱歌
1908年に『鉄道唱歌』の作詞者である大和田建樹が阪神の依頼を受けて作成した『阪神電車唱歌』（全22番）では、以下のように香櫨園が歌われた。
```
9.
廣田官幣大社
をも　拝して立ちよる香櫨園　四季の眺めは備はりて　新たに開けし遊園地

10.ゆくて急がぬ旅人は　登りて見よや
甲山
　一目に集まる
摂河泉
（せっかせん）　山川さながら画（え）の如し
```

### 駅名の由来
香枦園/香櫨園という駅名は、大阪の商人である香野蔵治と櫨山（はぜやま）喜一によって、1907年に造作された遊園地「香櫨園」の最寄駅であったことから名付けられた。このため、駅の入口看板では旧漢字の櫨と表記されていたが、開業当時から2001年の改称までは正式の駅名の方は、遊園地とは異なり、新漢字の枦が正しいものであった（遊園地は旧漢字の櫨が正式表記）。遊園地の詳細については「香櫨園遊園地」を参照。
- 櫨山喜一については、文献によっては『櫨山慶次郎』と記されているものもある。また、この櫨山慶次郎は香野とは兄弟だという説もある[10]。

このため、香枦園/香櫨園というのは元々の地名ではないが、西宮七園を構成する高級邸宅街としてのブランド性が高いため、マンション名などには盛んに用いられている。そのために1990年代以降はマンションが目立ち、かつてと比べると邸宅は減少しつつあるが、灘五郷の酒造家などの邸宅は今なお見ることができる。西宮市大谷記念美術館もその名の示すとおり、個人の邸宅とコレクションを基にする美術館である。

## 駅構造
相対式ホーム2面2線のホームを有する高架駅である。分岐器や絶対信号機を持たないため、停留所に分類される。改札口は、1階に1か所のみあり、ホームは2階にある。駅舎やホームは、地上駅時代の駅舎をそのまま保存、活用してほしいという周辺住民の声に配慮し、明治時代を思わせるレトロな装飾がなされている。
ホームは夙川を跨ぐ構造である。川の真上の部分には上下ホームに扉で仕切られた、通称「お立ち台」があり、乗客は自由に出入りできる。北側の上りホームのお立ち台からは、夙川の堤防に植えられている桜並木を眺めることができる。この部分の屋根は、高架化前の旧駅の改札口上屋を模した形状となっている。
ホーム有効長は19m級の阪神車両6両編成に対応した120m。現行ダイヤでは神戸方面行きの優等列車は停車しないため、下りホームは4両編成分のみが使用されている。

### のりば
| 番線 | 路線  | 方向 | 行先                           |
| ---- | ----- | ---- | ------------------------------ |
| 1    | ■本線 | 上り | 尼崎・大阪梅田・難波・奈良方面 |
| 2    | ■本線 | 下り | 神戸（三宮）・明石・姫路方面   |

実際には構内に上記ののりば番号表記はないが、公式サイトの構内図では上りホームが1番のりば、下りホームが2番のりばとされている。
| ← 梅田方面 | 香櫨園駅配線略図 | → 三宮・元町方面 |
| 凡例 出典: |                  |                  |

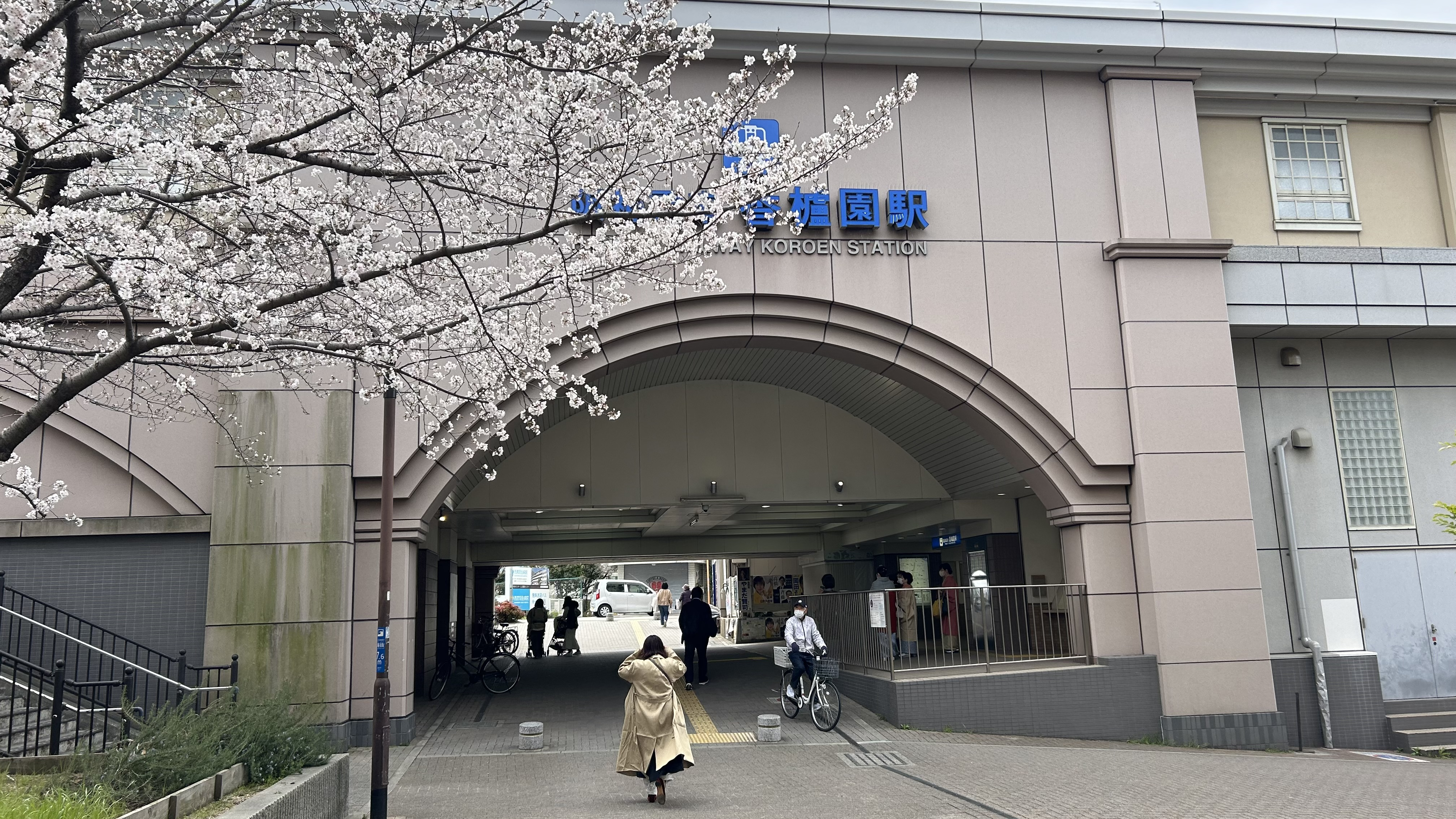
北口
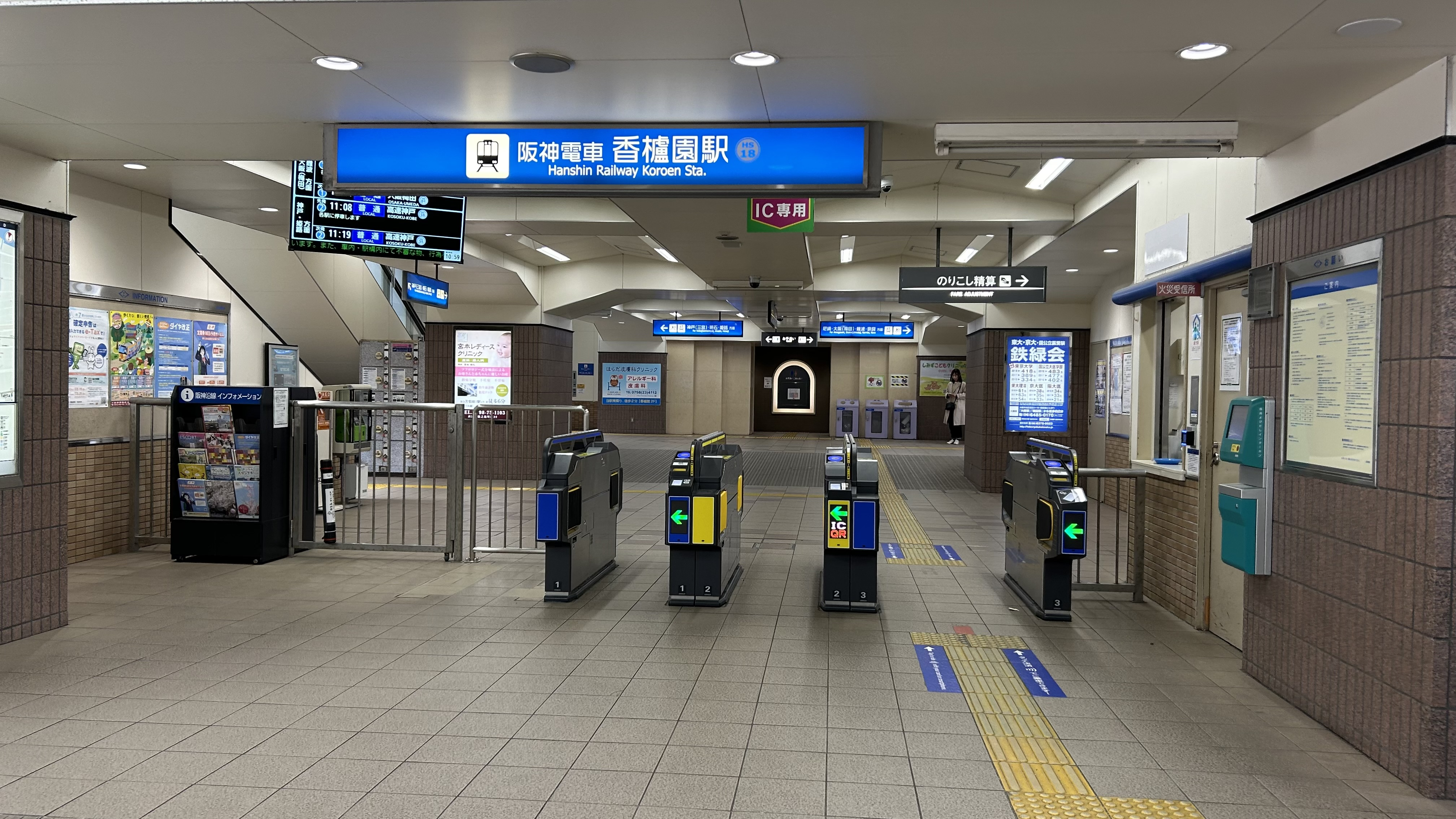
改札口
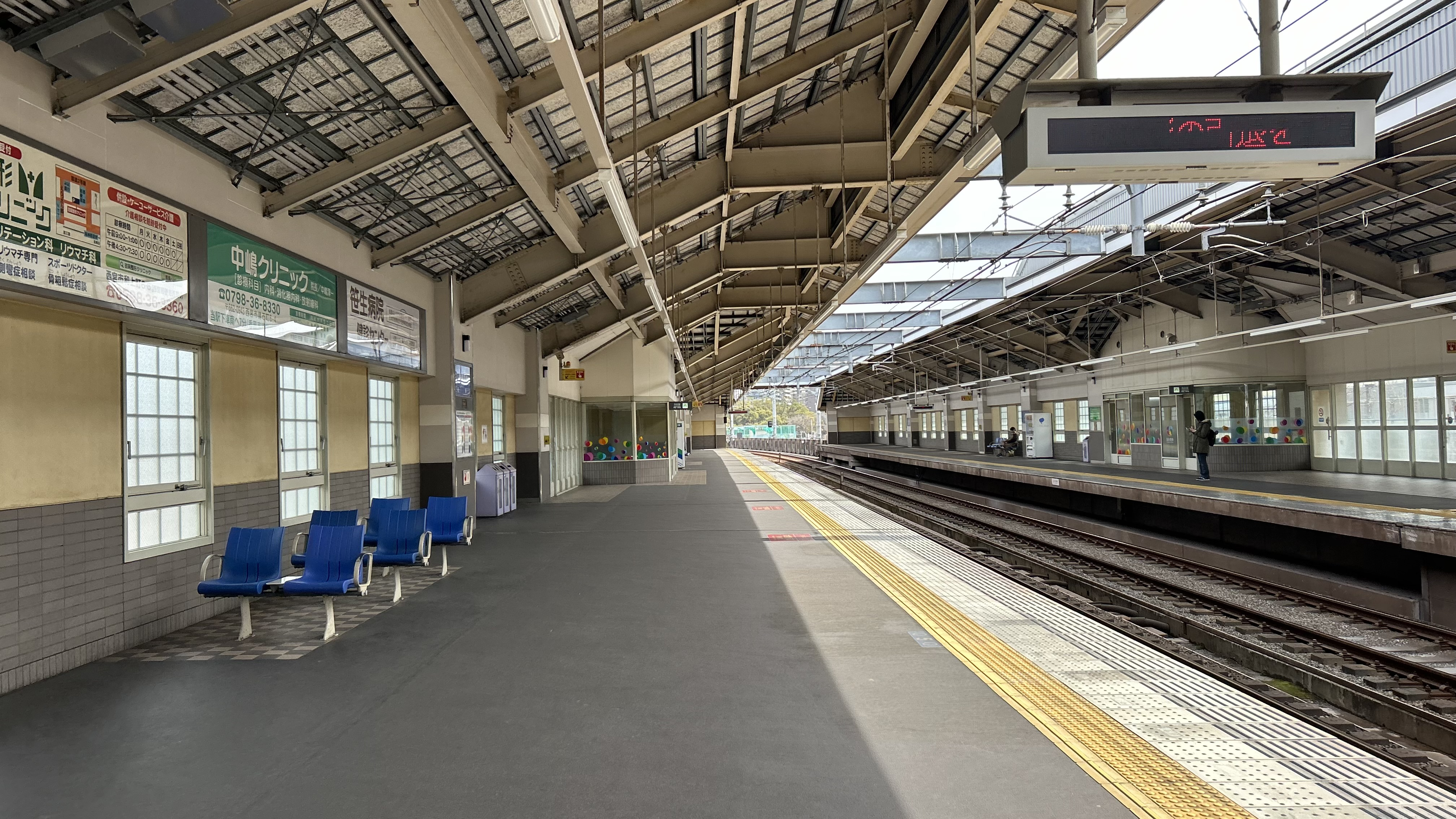
大阪方面ホーム
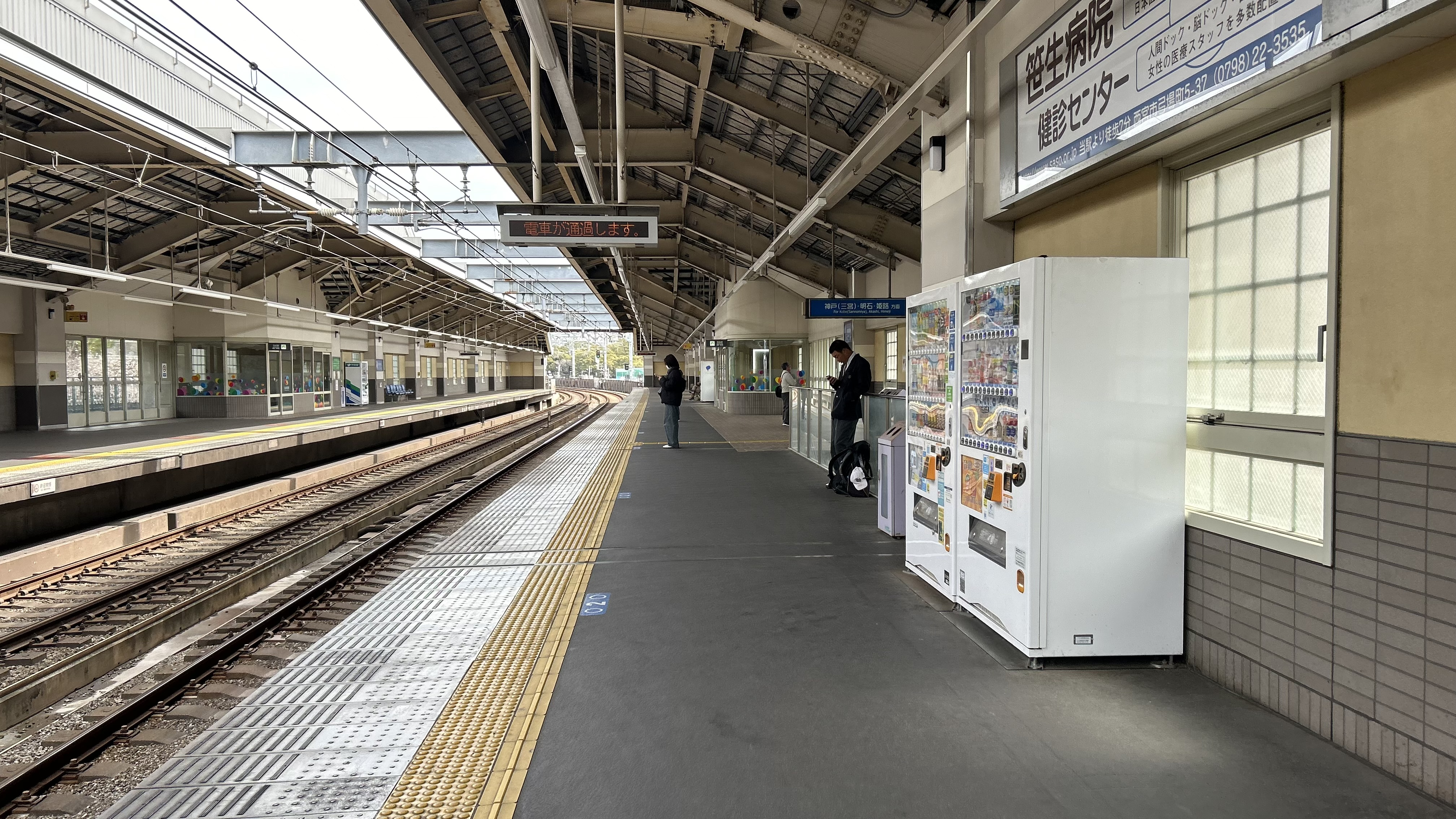
神戸方面ホーム
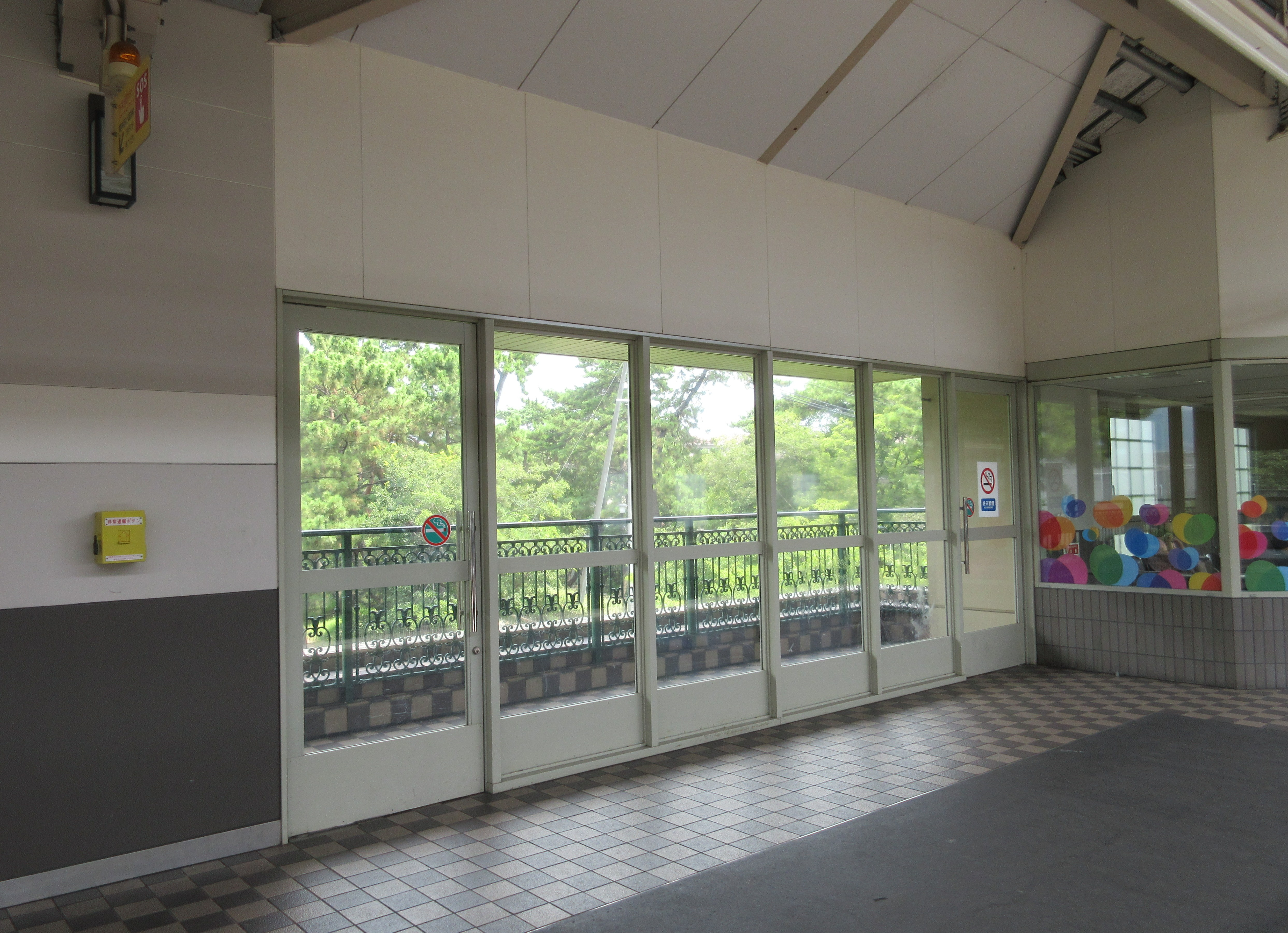
駅構内のテラス
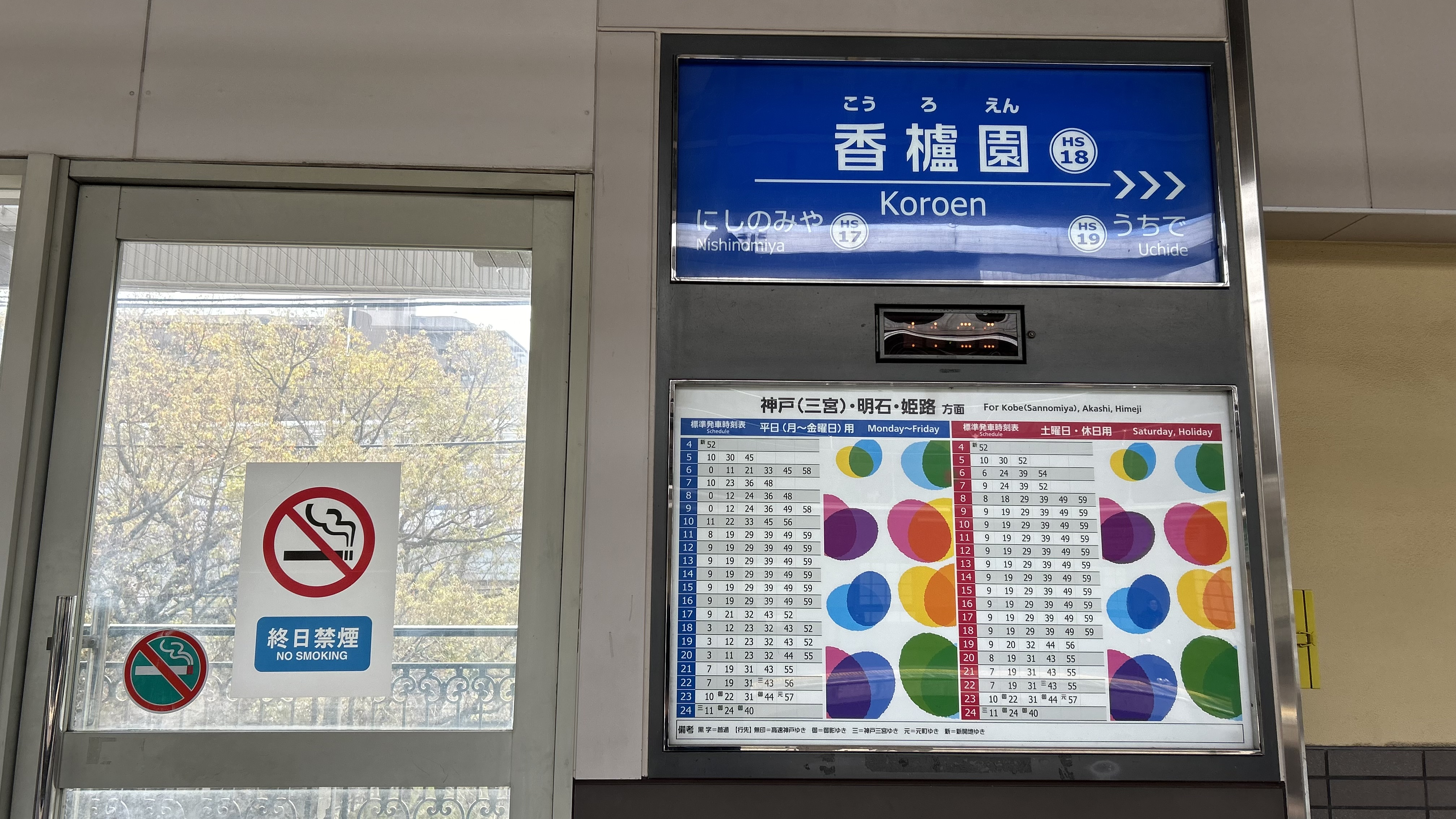
駅名標

## 利用状況
2023年11月平均の乗降人員は10,961人である。
各年度の11月平均利用状況は下表の通り。
| 年度               | 乗車人員 | 降車人員 | 乗降人員 | 順位 | 出典       |
| ------------------ | -------- | -------- | -------- | ---- | ---------- |
| 2019年（令和元年） | 5,769    | 5,432    | 11,201   | 28位 | [ 阪神 1 ] |
| 2020年（令和02年） | 4,976    | 4,681    | 9,657    | 26位 | [ 阪神 2 ] |
| 2021年（令和03年） | 4,859    | 4,528    | 9,387    | 29位 | [ 阪神 3 ] |
| 2022年（令和04年） | 5,492    | 5,230    | 10,722   | 24位 | [ 阪神 4 ] |
| 2023年（令和05年） | 5,575    | 5,386    | 10,961   | 27位 | [ 阪神 5 ] |

### 年間乗車人員
近年の1年間の乗車人員は以下の通り。なお下表内の数値の単位は全て「千人」である。
| 年度               | 年間 乗車人員 | 出典          |
| ------------------ | ------------- | ------------- |
| 2003年（平成15年） | 2,022         | [ 西宮市 1 ]  |
| 2004年（平成16年） | 2,020         | [ 西宮市 1 ]  |
| 2005年（平成17年） | 1,996         | [ 西宮市 1 ]  |
| 2006年（平成18年） | 2,016         | [ 西宮市 1 ]  |
| 2007年（平成19年） | 2,069         | [ 西宮市 1 ]  |
| 2008年（平成20年） | 1,953         | [ 西宮市 1 ]  |
| 2009年（平成21年） | 1,910         | [ 西宮市 2 ]  |
| 2010年（平成22年） | 1,973         | [ 西宮市 3 ]  |
| 2011年（平成23年） | 1,998         | [ 西宮市 4 ]  |
| 2012年（平成24年） | 1,928         | [ 西宮市 5 ]  |
| 2013年（平成25年） | 1,891         | [ 西宮市 5 ]  |
| 2014年（平成26年） | 1,855         | [ 西宮市 5 ]  |
| 2015年（平成27年） | 1,868         | [ 西宮市 5 ]  |
| 2016年（平成28年） | 2,022         | [ 西宮市 6 ]  |
| 2017年（平成29年） | 2,177         | [ 西宮市 7 ]  |
| 2018年（平成30年） | 2,083         | [ 西宮市 8 ]  |
| 2019年（令和元年） | 2,104         | [ 西宮市 9 ]  |
| 2020年（令和02年） | 1,622         | [ 西宮市 10 ] |
| 2021年（令和03年） | 1,738         | [ 西宮市 11 ] |
| 2022年（令和04年） | 1,823         | [ 西宮市 12 ] |

## 駅周辺

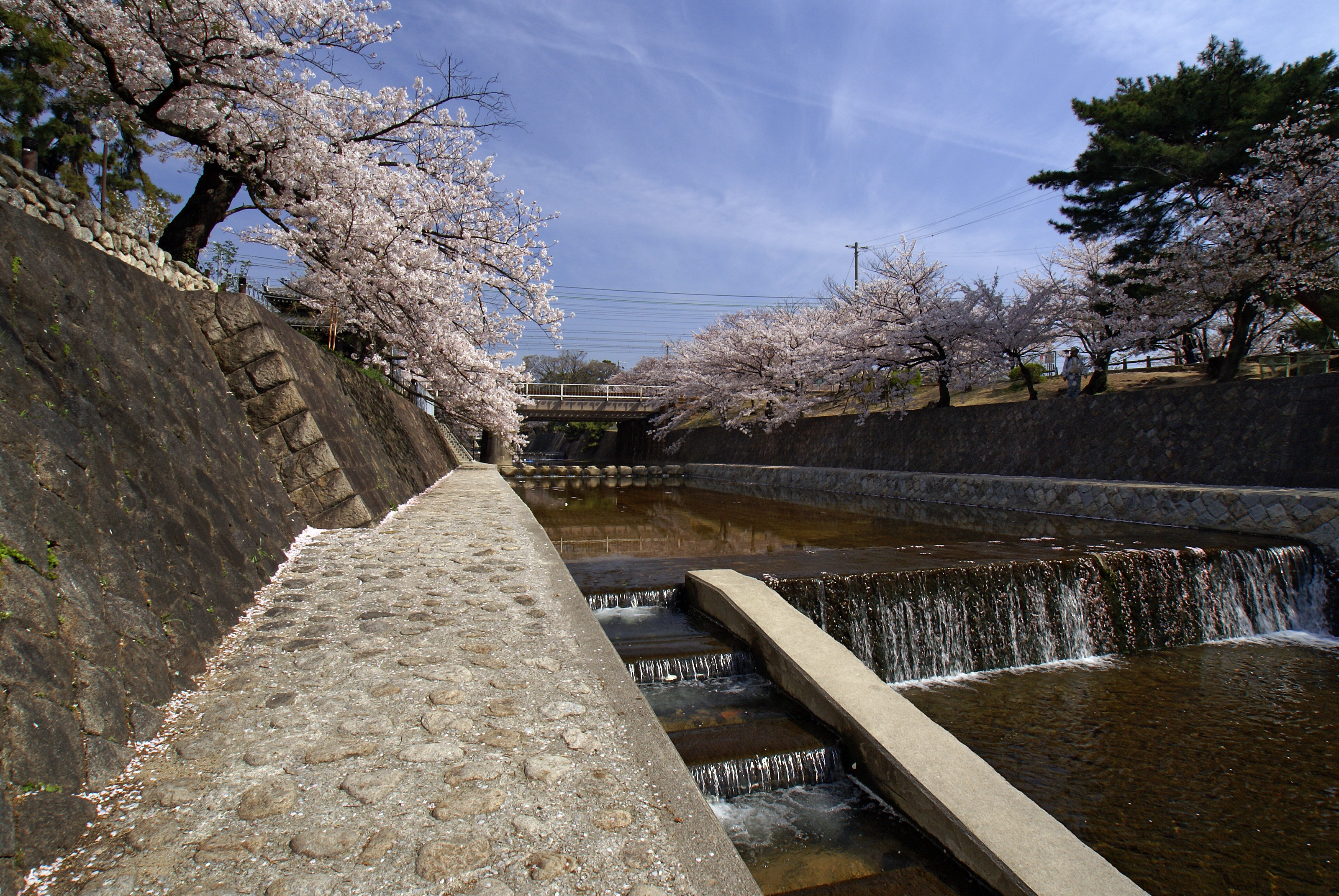
夙川公園の桜
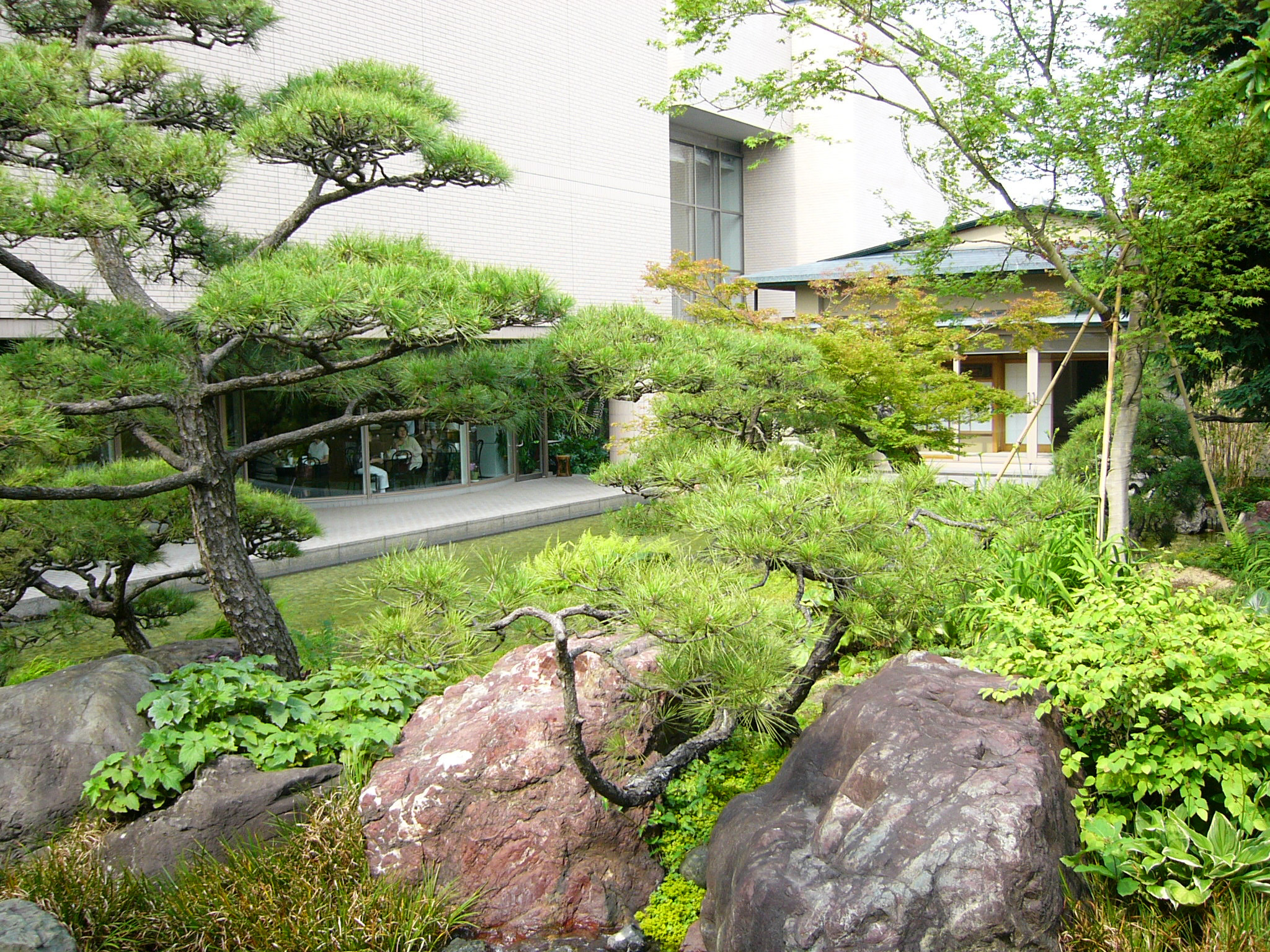
西宮市大谷記念美術館の日本庭園
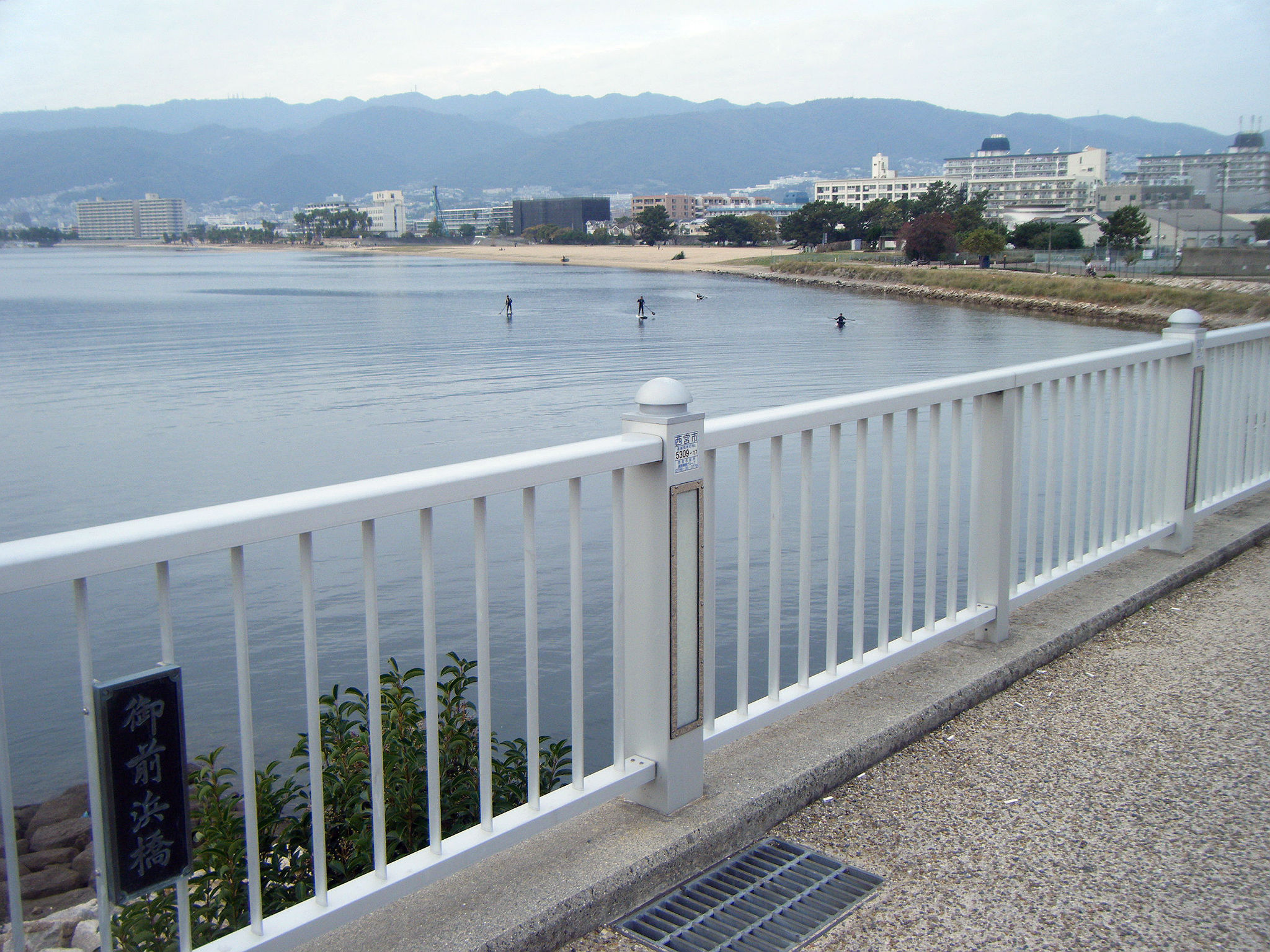
御前浜橋から臨む御前浜（香櫨園浜）

駅周辺の一帯は香櫨園と呼ばれ、西宮七園の一つに数えられる邸宅街である。ホーム下を流れる夙川の河川敷には夙川公園が整備されている。
北口
- 夙川
- 夙川公園
- 夙川オアシスロード
- 大手前大学（さくら夙川キャンパス）
  - 大手前アートセンター
- 西宮御茶家所郵便局
- 辰馬考古資料館[2]
- 日本福音ルーテル教会 西教区西宮教会
- 国道2号
- 西日本旅客鉄道（JR西日本）東海道本線（JR神戸線） さくら夙川駅
- 阪急神戸本線・甲陽線 夙川駅

南口
- 夙川
- 夙川公園
- 夙川オアシスロード
- 西宮市大谷記念美術館[2]
- 西宮市教育文化センター
  - 西宮市立中央図書館
  - 西宮市立郷土資料館
  - 西宮市平和資料館
- 香櫨園浜（御前浜公園） - 1908年まで芦屋市にあった打出浜海水浴場が香櫨園浜へ移設され、「香櫨園浜海水浴場」として親しまれた。1965年の閉鎖まで、関西を代表する海水浴場であった。
- 西宮砲台
- 私立甲陽学院中学校
- 兵庫県立西宮香風高等学校
- 西宮市立香櫨園小学校
- 香櫨園幼稚園
- 建石保育所
- 西宮回生病院
- 西宮香枦園郵便局
- 国道43号[2]、阪神高速3号神戸線

### バス路線
阪急バスに「阪神香櫨園駅」停留所が存在するが、駅前にはなく東に250mほど離れた市道建石筋にある。
かつては阪急夙川・西宮北口の両方向に路線があったが、現在は阪急夙川行きは休止となり、JR西宮駅ゆきが土曜・休日に1便運行されるのみ。

## 隣の駅
阪神電気鉄道
本線
■直通特急・■特急・■快速急行・■急行・■区間急行
通過
■区間特急（梅田行きのみ運転）
今津駅 (HS 16) ← 香櫨園駅 (HS 18) ← 打出駅 (HS 19)
■普通
西宮駅 (HS 17) - 香櫨園駅 (HS 18) - （堀切信号場） - 打出駅 (HS 19)

## ギャラリー

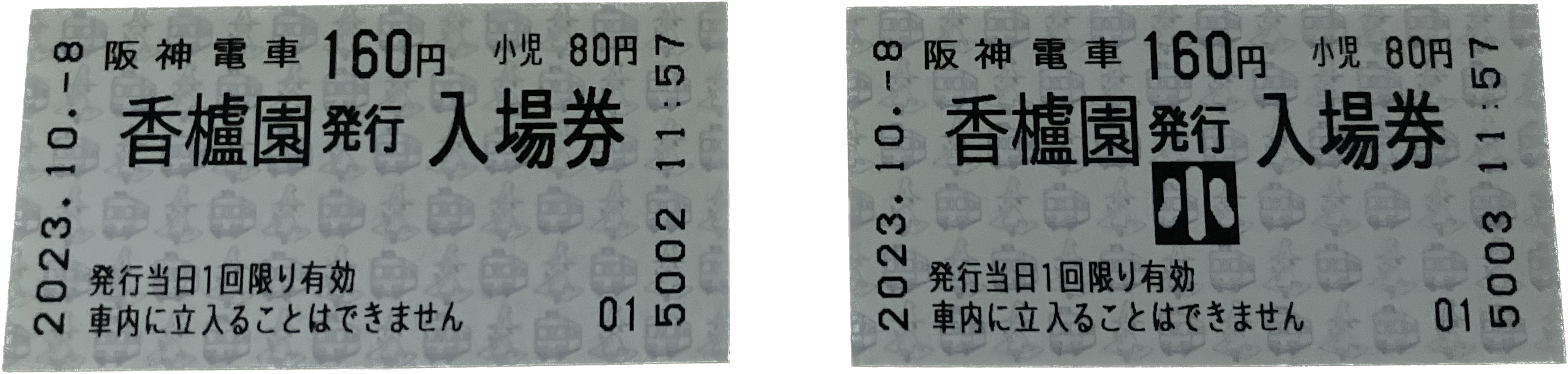
阪神香櫨園駅切符
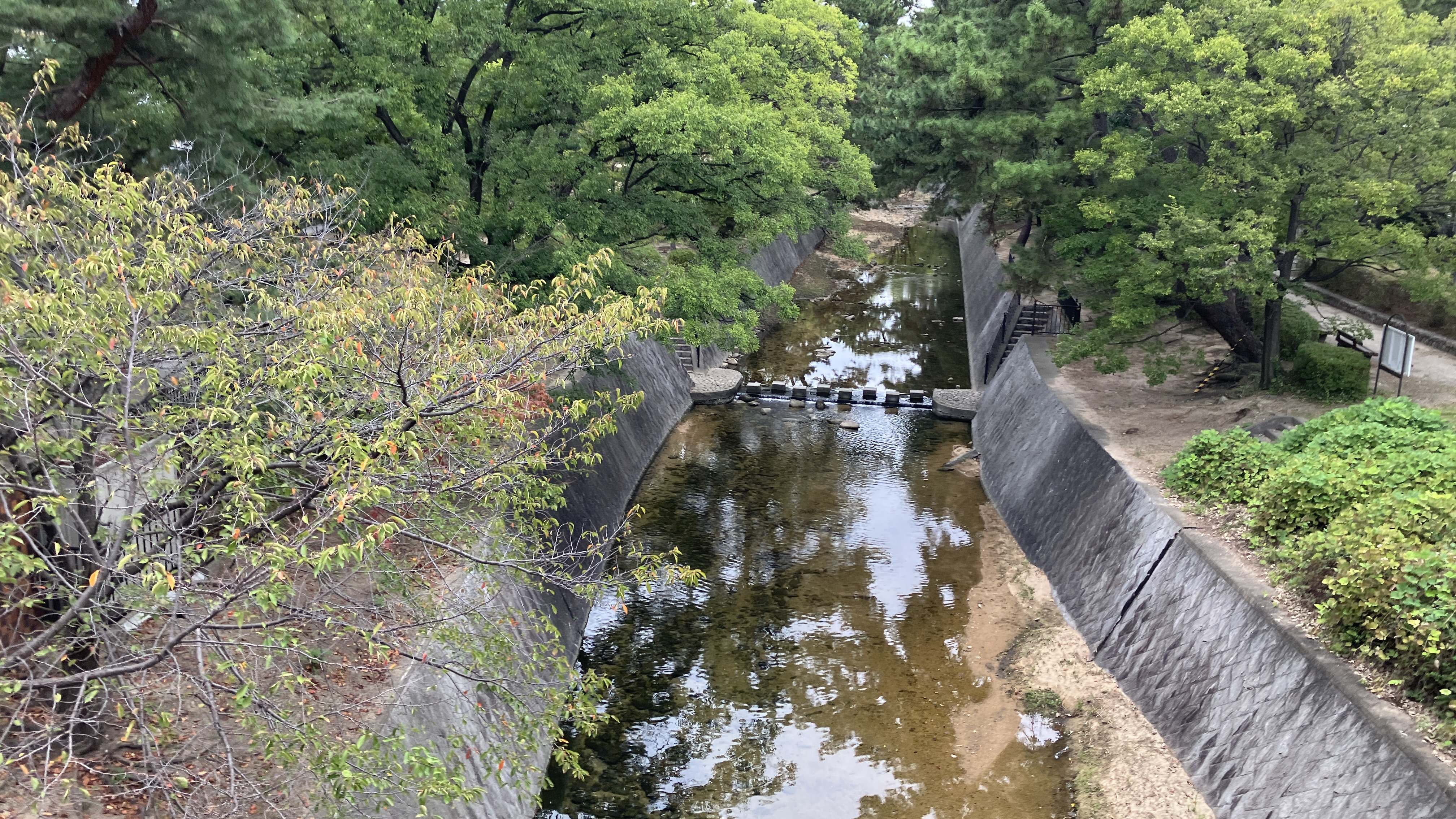
香櫨園駅のテラスからの景色（夙川公園）
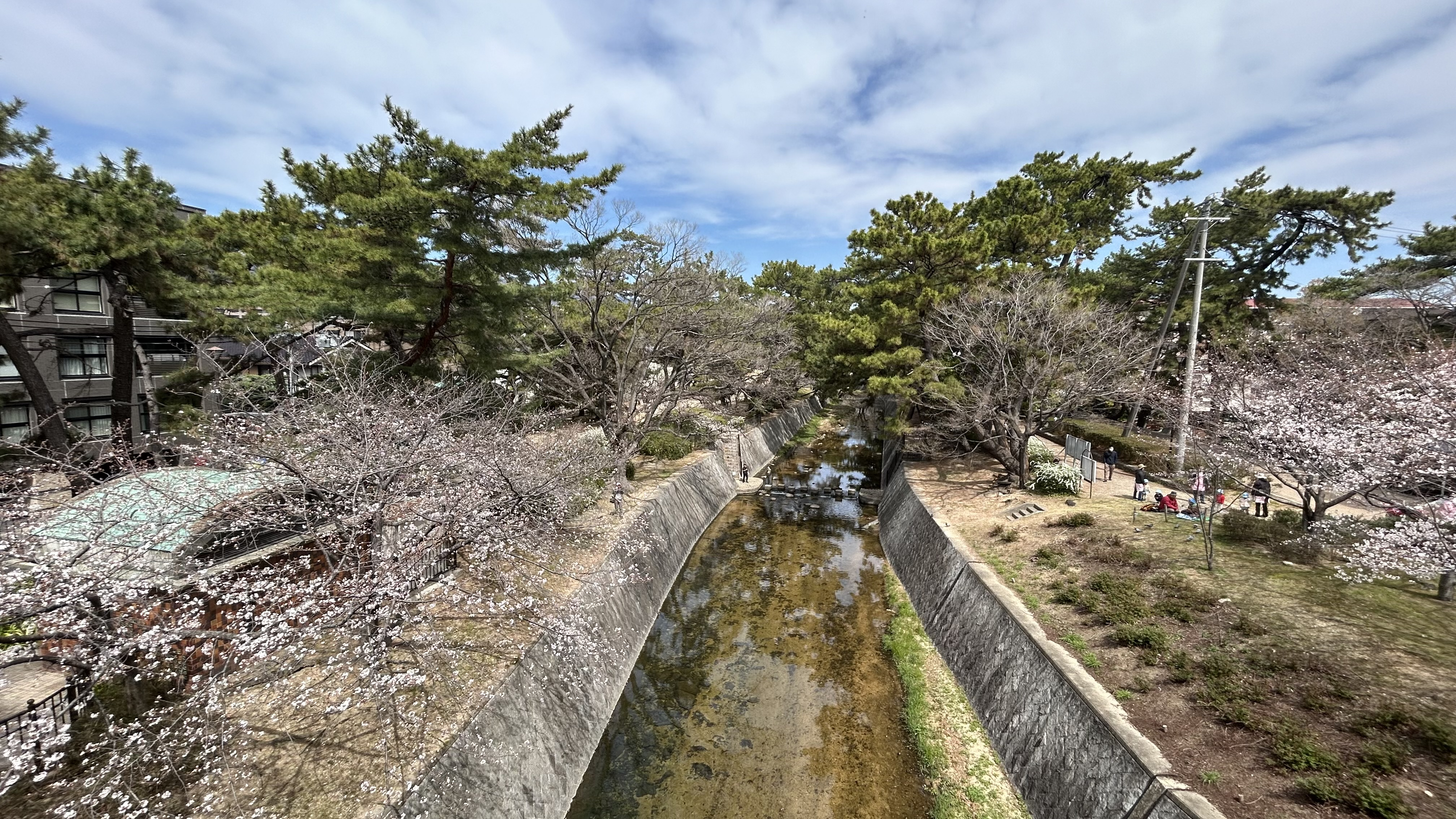
春の香櫨園駅のテラスからの景色（夙川公園）
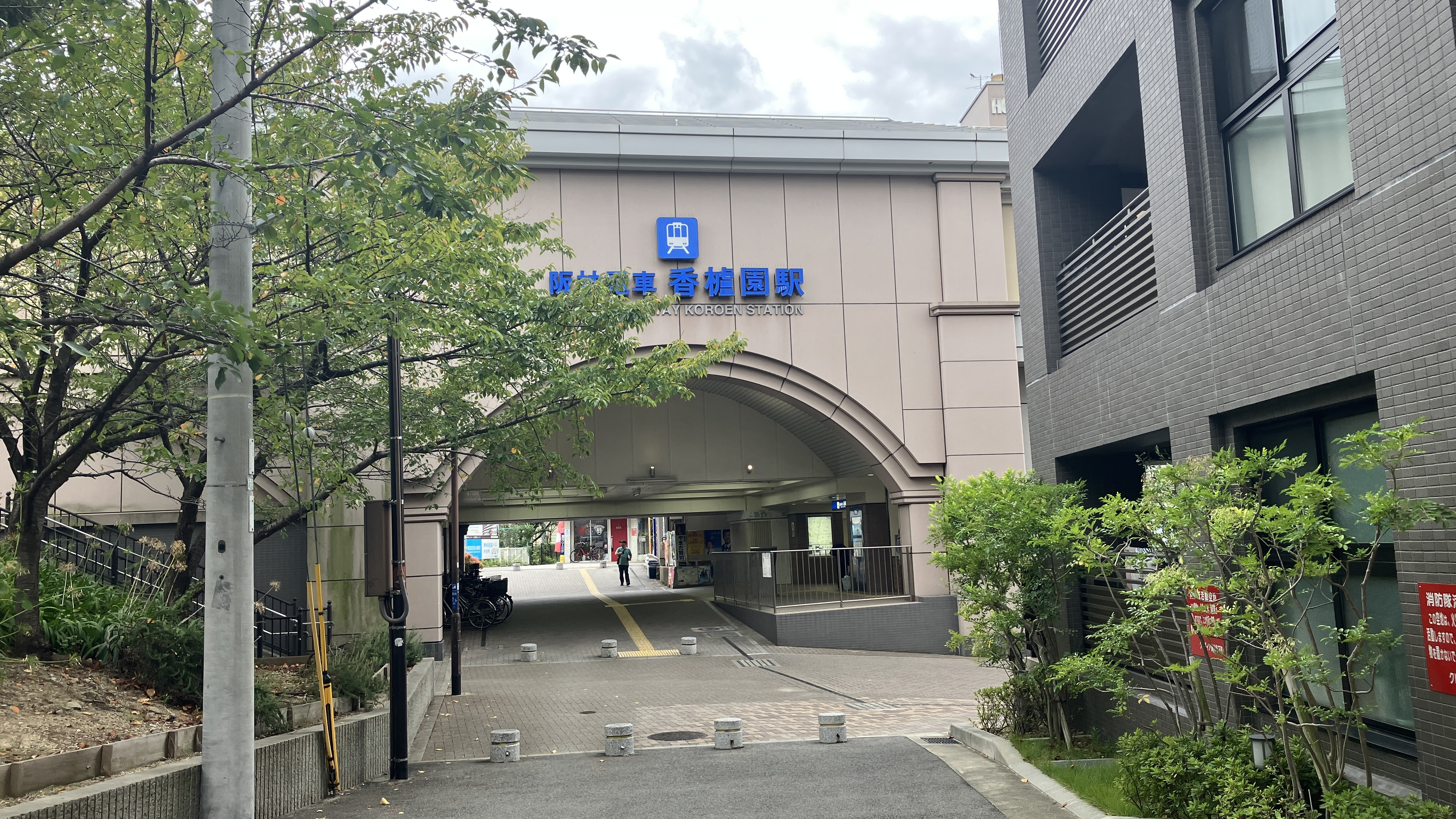
駅出入口

### 記事本文

### 利用状況
1. ↑  各駅の乗降人員を調べられますか - 阪神電気鉄道
2. ↑  西宮市統計書

#### 阪神電気鉄道
1. ↑  “ハンドブック阪神2020” (PDF).   阪神電気鉄道. 2021年1月1日時点のオリジナルよりアーカイブ。2024年12月1日閲覧。
2. ↑  “ハンドブック阪神2021” (PDF).   阪神電気鉄道. 2021年9月8日時点のオリジナルよりアーカイブ。2024年12月1日閲覧。
3. ↑  “ハンドブック阪神2022” (PDF).   阪神電気鉄道. 2022年12月22日時点のオリジナルよりアーカイブ。2024年12月1日閲覧。
4. ↑  “ハンドブック阪神2023” (PDF).   阪神電気鉄道. 2023年8月30日時点のオリジナルよりアーカイブ。2024年12月1日閲覧。
5. ↑  “ハンドブック阪神2024” (PDF).   阪神電気鉄道. 2024年4月6日時点のオリジナルよりアーカイブ。2024年12月1日閲覧。

#### 西宮市統計書
1. 1 2 3 4 5 6  平成21年統計書 運輸及び通信 (PDF)
2. ↑  平成22年統計書 運輸及び通信 (PDF)
3. ↑  平成23年統計書 運輸及び通信 (PDF)
4. ↑  【H24統計書】運輸及び通信 (PDF)
5. 1 2 3 4  【平成28年統計書】4運輸・通信 (PDF)
6. ↑  【平成29年統計書】4運輸・通信 (PDF)
7. ↑  【平成30年統計書】4運輸・通信 (PDF)
8. ↑  【令和元年統計書】4運輸・通信 (PDF)
9. ↑  【令和2年統計書】4運輸・通信 (PDF)
10. ↑  【令和3年統計書】4運輸・通信 (PDF)
11. ↑  【令和4年統計書】4運輸・通信 (PDF)
12. ↑  【令和5年統計書】4運輸・通信 (PDF)